# Arenaria dicranoides
Arenaria dicranoides là loài thực vật có hoa thuộc họ Cẩm chướng. Loài này được Kunth mô tả khoa học đầu tiên năm 1821.